# Vang Quới Đông
Vang Quới Đông là một xã của huyện Bình Đại, tỉnh Bến Tre, Việt Nam.

## Địa lý
Xã Vang Quới Đông nằm bên bờ Nam của sông Tiền, có vị trí địa lý:
Phía đông và bắc giáp sông Tiền
- Phía nam giáp xã Phú Vang, Lộc Thuận, Thới Lai
- Phía tây giáp xã Vang Quới Tây.

Dân cư ở đây đa số là người Kinh; ngoài ra cũng có nhiều người Hoa. Họ sống bằng nghề nông nghiệp, công nghiệp nhẹ, kinh doanh buôn bán nhỏ.

## Hành chính
Xã Vang Quới Đông được chia thành 4 ấp: Vinh Xương, Vinh Trung, Vinh Huê, Vinh Tân.

## Kinh tế - xã hội

### Xã hội

#### Giáo dục
Xã có một trường mẫu giáo, một trường tiểu học.

#### Y tế
Đặc biệt, xã có mô hình đội xe ôm cấp cứu rất nổi tiếng.